# Колодезная улица (Москва)
Коло́дезная — улица района Сокольники Восточного административного округа города Москвы. Расположена между улицей Короленко и Колодезным переулком, протяжённость — 370 м.

## История
Название улицы известно с начала XIX века. Здесь находился большой Царский колодец («Святой колодезь»), из которого брали воду местные жители. Принадлежал он Приказу общественного призрения. В 1868 году Городская дума купила этот колодец, а в 1872 году на его основе устроила Преображенскую водокачку, подававшую в сутки до 35 000 вёдер, обслуживая водой восточную часть города, куда не доходил Мытищинский водопровод. В 1925 году водокачка была разобрана.

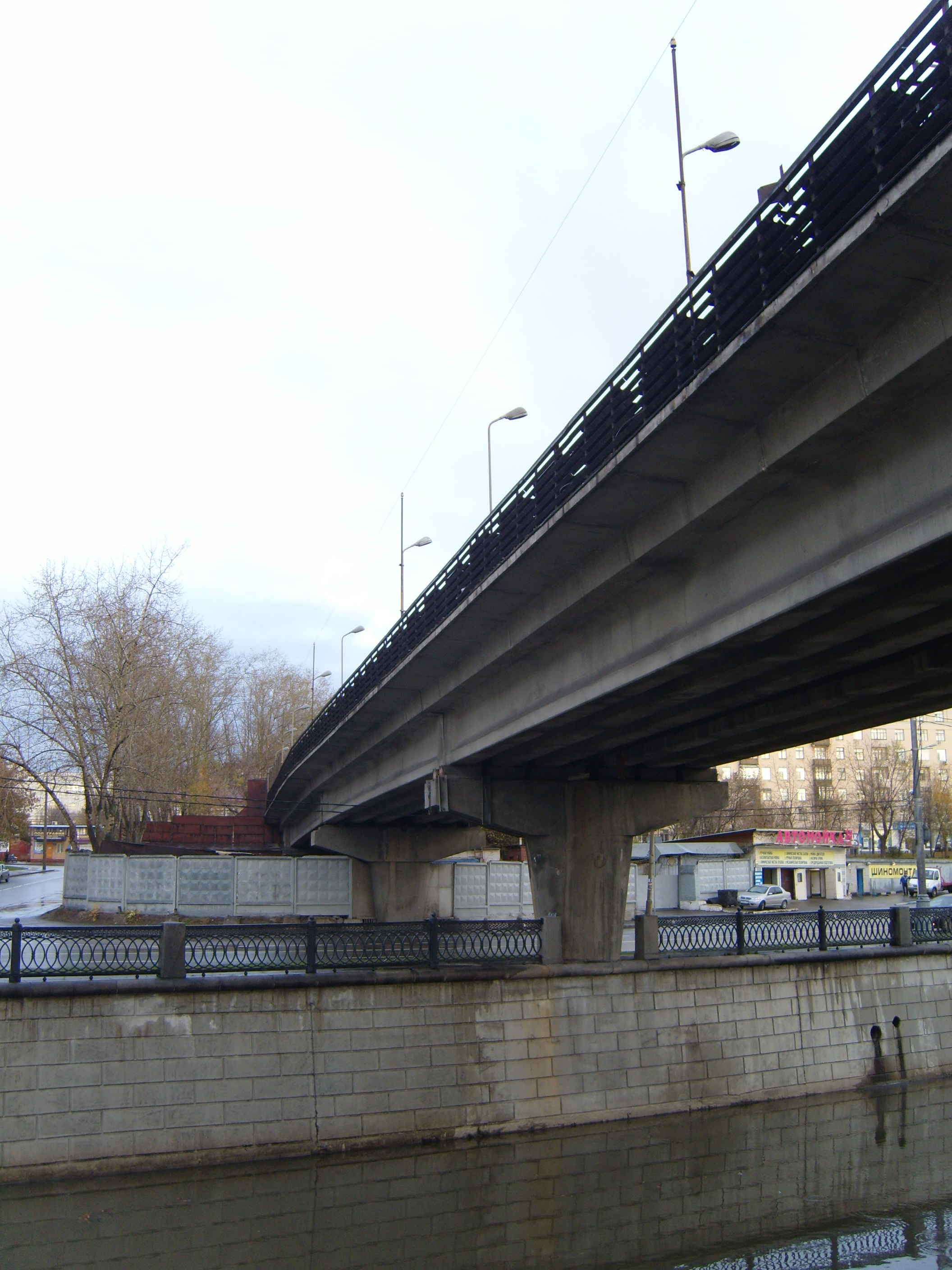
Преображенский метромост

## Здания
Бо́льшую часть зданий составляет комплекс из восьми жилых 5-этажных домов под номером 7 (корпуса с 1 по 8), построенных в стиле конструктивизма по проекту архитекторов А. Ф. Жукова и М. И. Мотылёва в 1927—1928 гг. Угловые подъезды 1-го и 2-го корпусов были с 6 этажами и имели лифты. 

В период с 1980 по 1992 гг. во всех корпусах, кроме 2-го, был проведён капитальный ремонт, в результате которого были изменены планировки зданий, вид и цвета фасадов; появились лифты, а вместо балконов — лоджии.

## Сооружения
Вдоль улицы проходит часть Сокольнической линии Московского метрополитена. В районе примыкания к улице Колодезного переулка начинается открытый участок линии, переходящий в Преображенский метромост через реку Яузу, расположенный между станциями «Сокольники» и «Преображенская площадь».

## Транспорт
Ближайшие остановки общественного транспорта находятся на улице Стромынке.
- Остановки «Трамвайное депо имени Русакова» и «Улица Короленко — Социальный университет»:
  - Трамваи 4л, 4п, 7, 13
  - Автобусы 78, 265, 332, 716, т14, т32, т41, ДП52

Ближайшие станции метро —  Сокольники,  Сокольники и  Преображенская площадь.